# Berry-au-Bac
Berry-au-Bac ist eine französische Gemeinde mit 720 Einwohnern (Stand 1. Januar 2022) im Département Aisne in der Region Hauts-de-France. Sie gehört zum Arrondissement Laon und zum Gemeindeverband Champagne Picarde.

## Geografie
Die Gemeinde liegt 21 Kilometer nordwestlich von Reims und 31 Kilometer südöstlich von Laon an der Grenze zum Département Marne am Übergang vom Höhenzug Chemin des Dames zur Trockenen Champagne und an der Aisne, ihrem Zufluss Miette und dem sie begleitenden Aisne-Seitenkanal. Gegenüber von Berry-au-Bac zweigt der Aisne-Marne-Kanal ab, der in das Tal der Marne hinüberführt und dort über den Marne-Seitenkanal eine Fortsetzung der schiffbaren Verbindung bis in den Süden Frankreichs ermöglicht. Nachbargemeinden von Berry-au-Bac sind Crèvecœur-le-Petit und Ferrières im Norden, Godenvillers im Nordosten, Coivrel im Osten, Saint-Martin-aux-Bois im Südosten, Ravenel im Süden, Brunvillers-la-Motte im Westen sowie Sains-Morainvillers im Nordwesten. Zu Berry-au-Bac gehört der Ortsteil Moscou. Auf dem Gebiet der nördlichen Nachbargemeinde Juvincourt befindet sich ein alter Militärflugplatz aus der Zeit des Zweiten Weltkrieges, das Aerodrome Berry au Bac-Juvincourt.

## Bevölkerungsentwicklung
| Jahr                       | 1962 | 1968 | 1975 | 1982 | 1990 | 1999 | 2011 | 2021 |
| Einwohner                  | 419  | 350  | 334  | 388  | 509  | 528  | 588  | 703  |
| Quellen: Cassini und INSEE |      |      |      |      |      |      |      |      |

## Sehenswürdigkeiten
- Unter dem Namen Höhe 108 (französisch Côte 108) steht auf dem Gemeindegebiet eine Gedenkstätte auf den Resten eines Schlachtfeldes aus dem Ersten Weltkrieg als Monument historique unter Denkmalschutz.[1]

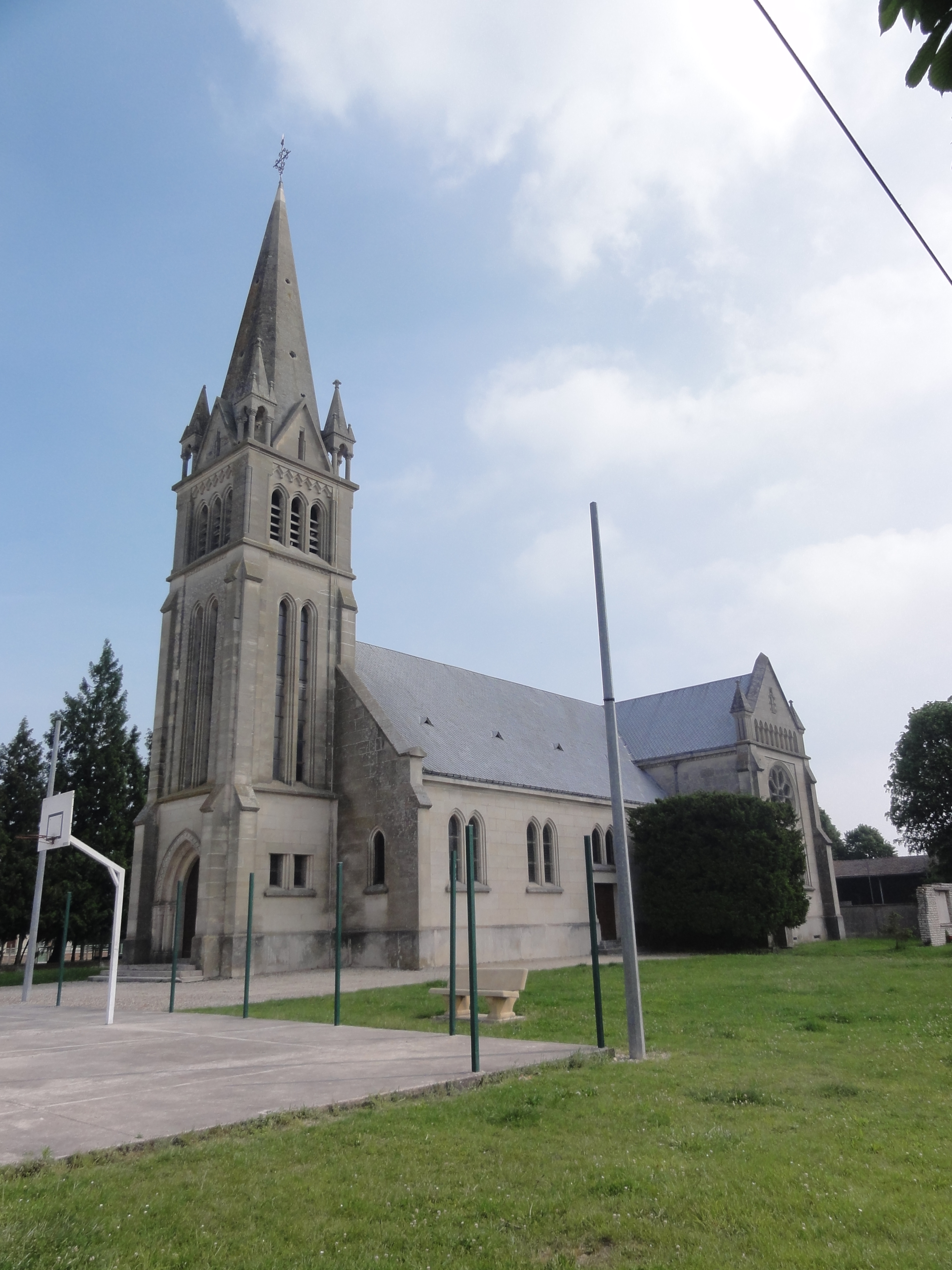
Kirche Saint-Hilaire
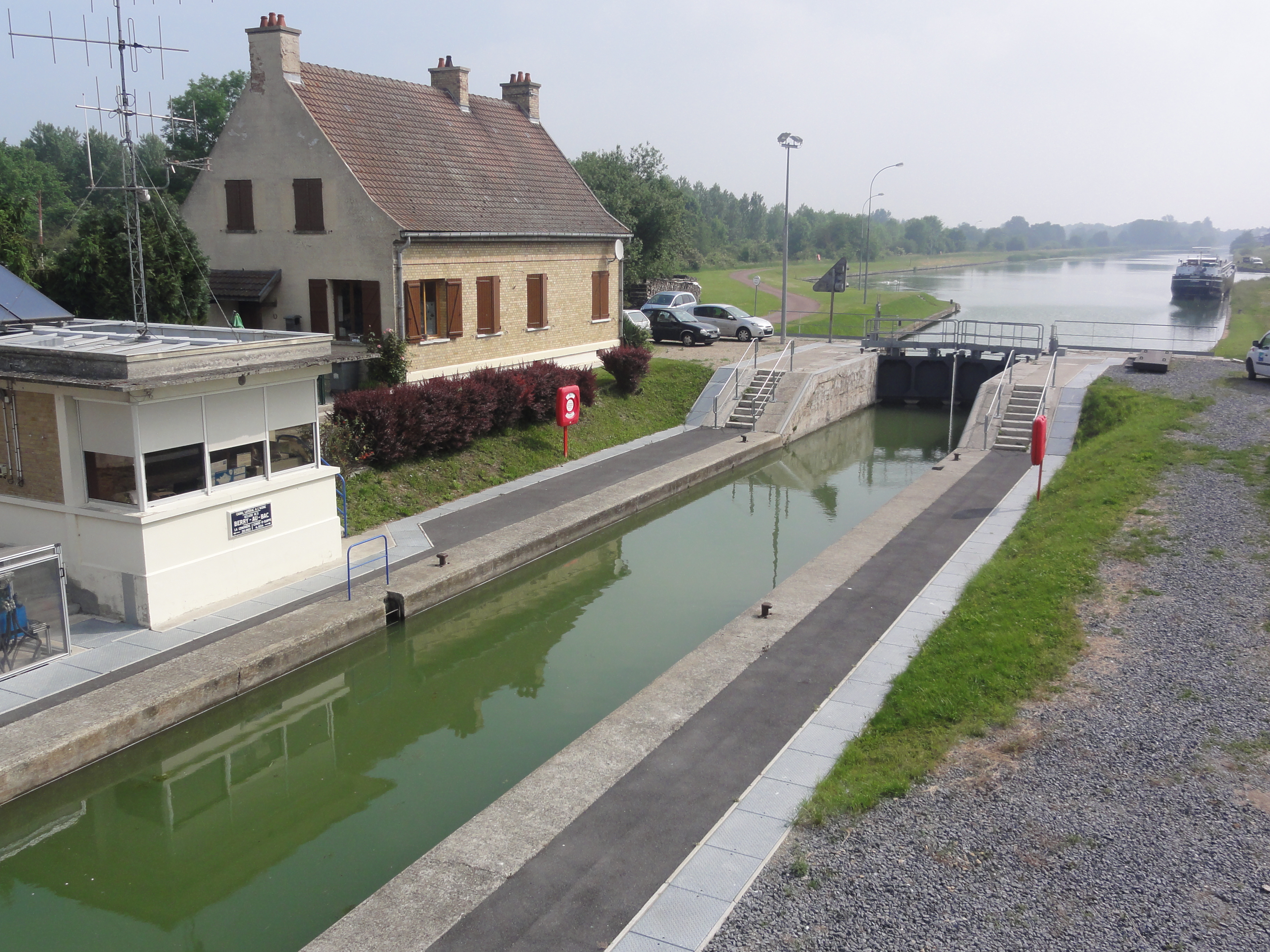
Schleuse am Aisne-Seitenkanal
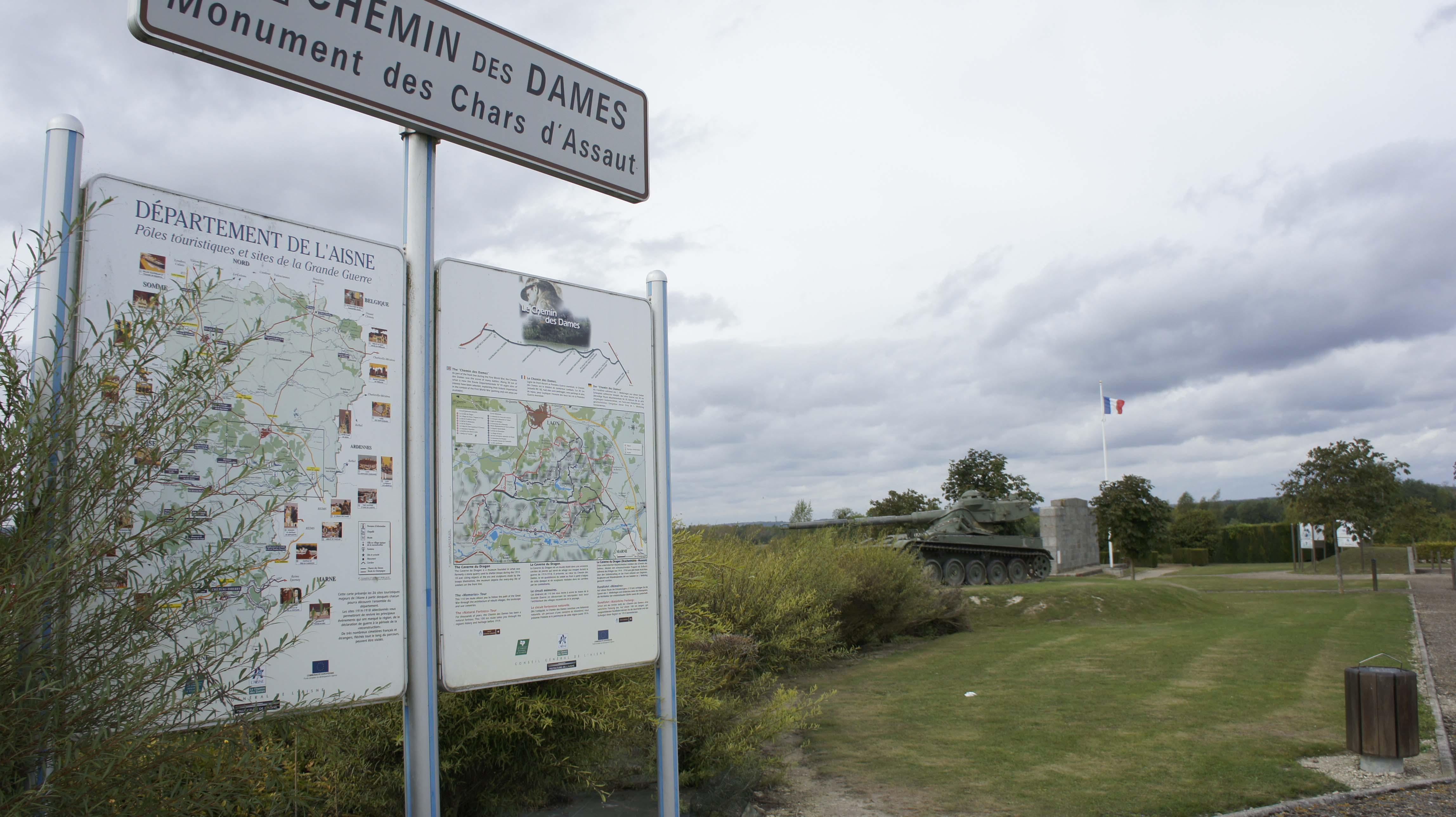
Mahnmal Côte 108
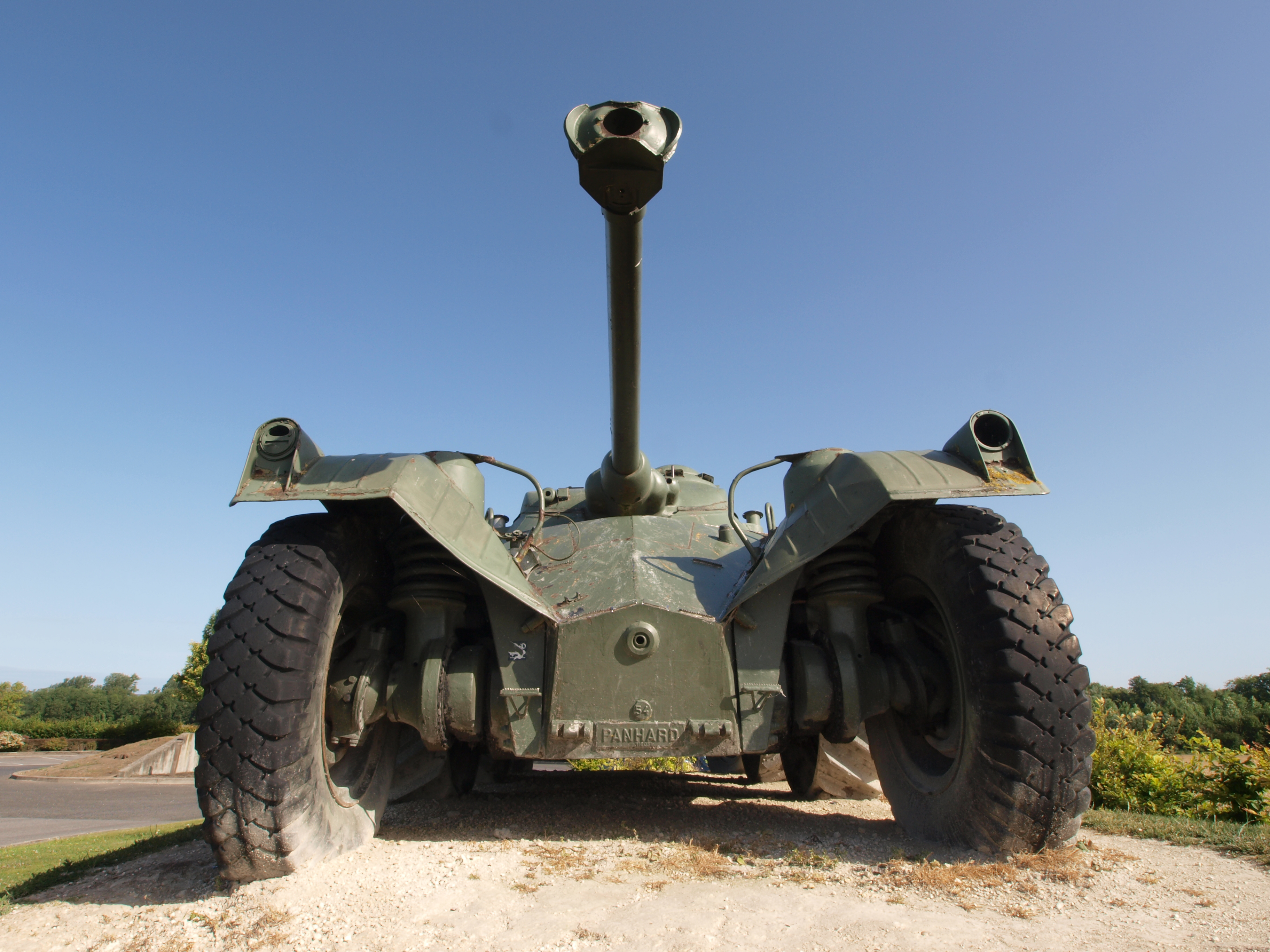
Spähpanzer Panhard EBR auf dem Gelände des Mahnmals Côte 108
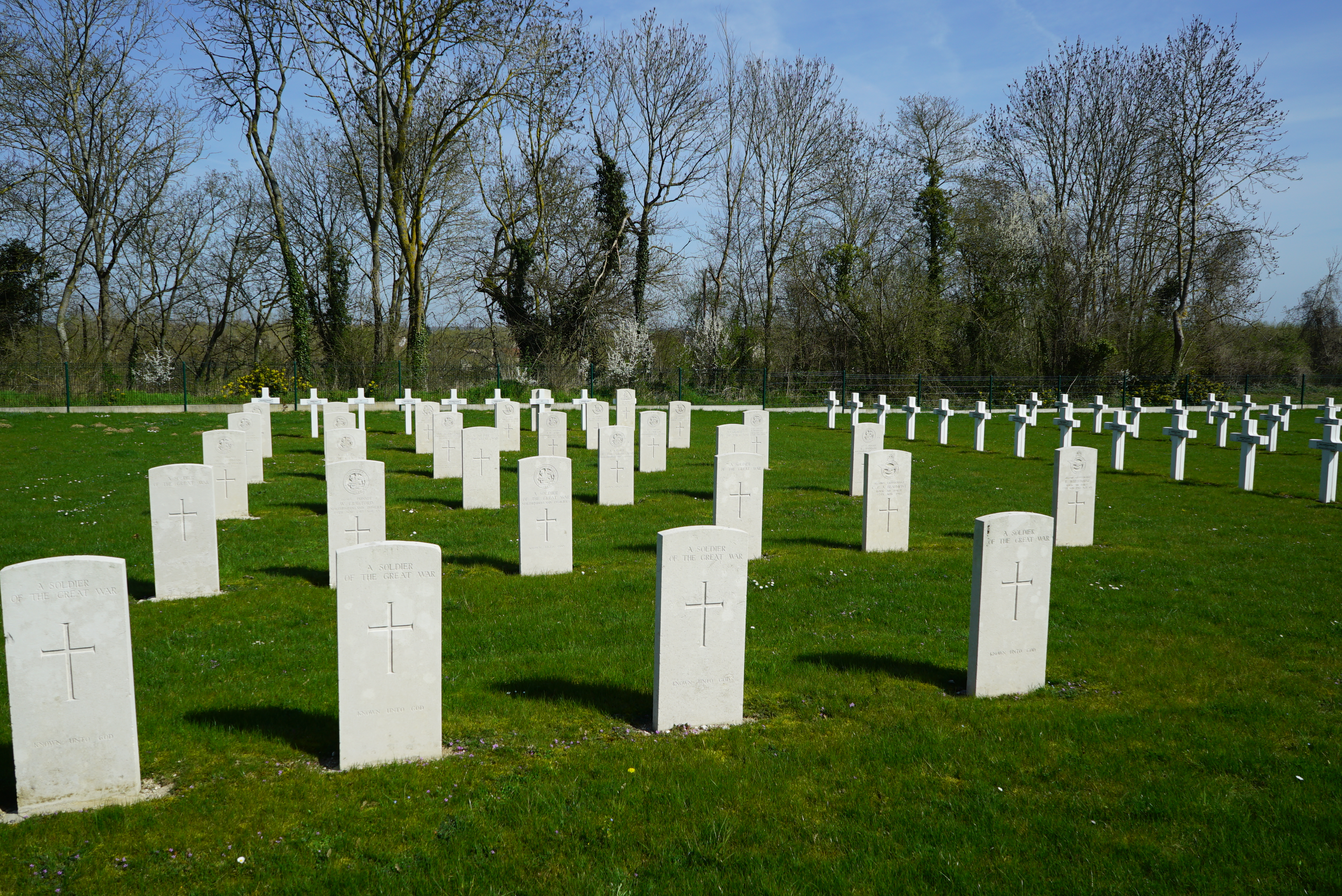
Soldatenfriedhof des Commonwealth

- Kirche Saint-Hilaire
- Schleuse am Aisne-Seitenkanal
- Mahnmal Côte 108
- Spähpanzer Panhard EBR auf dem Gelände des Mahnmals Côte 108
- Soldatenfriedhof des Commonwealth